# Distretto di Ban Kha
Il distretto di Ban Kha (in thailandese: บ้านคา) è un distretto (amphoe) della Thailandia, situato nella provincia di Ratchaburi.